# Bonaventure Sokambi
Bonaventure Sokambi (1992. január 1. –) gaboni labdarúgó, az algériai ASO Chlef csatára.

## Statisztika

### A válogatottban
| Válogatott | Év       | Mérk. | Gólok |
| ---------- | -------- | ----- | ----- |
| Gabon      | 2010     | 1     | 0     |
| Gabon      | 2013     | 5     | 1     |
| Gabon      | 2014     | 7     | 2     |
| Gabon      | 2015     | 1     | 0     |
| Összesen   | Összesen | 14    | 3     |